# マイク・シノダ
マイケル・ケンジ・シノダ（Michael Kenji Shinoda、日本名: 篠田 賢治、1977年2月11日-）、通称マイク・シノダ（Mike Shinoda）は、アメリカ合衆国のロックバンド、リンキン・パークのボーカリスト、ギタリスト、キーボーディスト。身長183cm。

## 人物・来歴

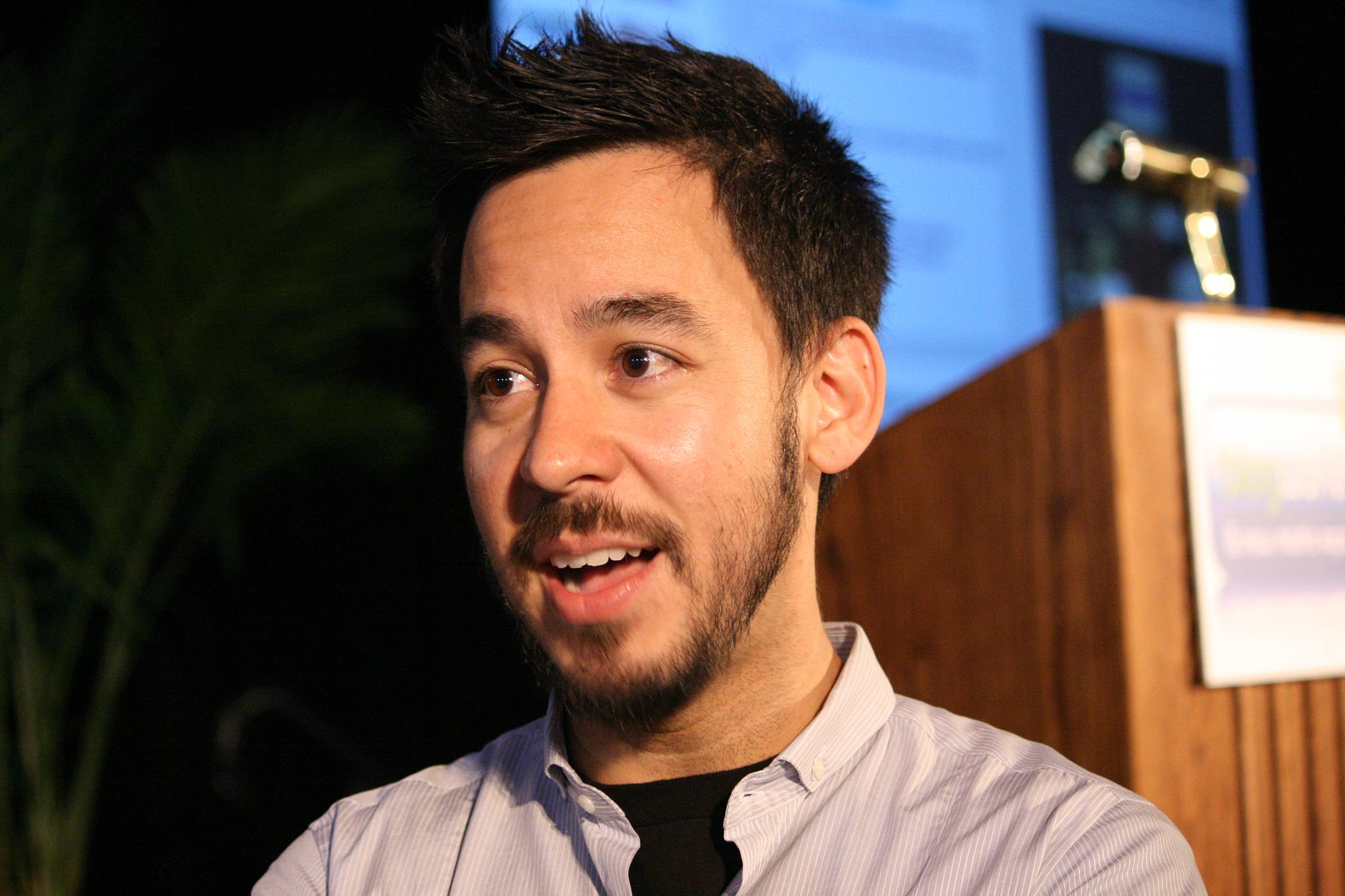
サラゴサ国際博覧会にて (2008年)

カリフォルニア州ロサンゼルス出身。父親のムト・シノダが日系アメリカ人（マイク自身は3世）で母親のドナがロシア系アメリカ人のハーフ。
インタビューでも、「I'm half Japanese」と言及している。彼自身は日本語を話せないが、弟のジェイソンは、留学先の同志社大学で日本語を勉強しており、今でもある程度日本語は話せる。日本でのライブで挨拶する際の片言の日本語は、彼に教えてもらったもの。チャイコフスキーの遠縁という説もあるが、MySpace上で本人は否定している。3歳からピアノを習い始め、高校・大学でも続けた。ロス郊外にある生まれ故郷は住人の8割が白人という環境で、周囲の子供たちとの距離を感じながら育った。
アートセンター・カレッジ・オブ・デザイン卒。この大学は学費が高いことで有名で、バンドメンバーのジョー・ハーンをはじめ、学費が払えず中退していく人達を目の当たりにしていたことから、マイクは自身がデザインしたスニーカーの収益金で、母校の奨学金制度を設立。また、日系アメリカ人の組織やエイズ基金、インドネシア津波基金などにも積極的に寄付している。
2003年に、児童文学作家のアンナ・ヒリンガー (Anna Hillinger) と結婚。子供が二人いる。
2005年、サイドプロジェクトとして、フォート・マイナー (Fort Minor) を立ち上げ、ファースト・アルバム『ザ・ライジング・タイド』(The Rising Tied) を発表。このアルバムに収録されている『ケンジ』(Kenji) という曲の中で、1905年に15歳で日本から米国に移民しロスで商店を経営していた祖父とその家族が、第二次世界大戦時に日本人というだけで強制収容所に収容された事（日系人の強制収容）を歌っている。日系人としてのアイデンティティについては、次のように語っている。
カレッジに居る時だったかな。本物の日本人と日系人は違うってのを痛感してアイデンティティの危機に陥ったんだよ。日本人と日系人は違う。これは本当だ。重要な事だ。だけどリンキン・パークを結成して今までに4回日本にツアーに行ったけど、最初に行った時、飛行機を降りたら空港の建物にうちの叔母の家の匂いがするんだよ。もしかしたら日本人も外国人も誰も気づかないかも知れないけど、とても懐かしい匂いだった。それから東京、大阪、京都、名古屋と行ったが、人々の細かい仕草に気づくはずだよ。ちょっとした紙片を受け取るのでも違う。例えば名刺を渡したら両手で受け取るんだよ。アメリカじゃ誰もしないだろ。それを見て僕は、「ああ、うちの叔父もいつもそうしてたな」と思ったんだ。そういう細かい所で、日本人と日系人の間にある根っこのつながりを発見できたんだよ。

2019年時点での純資産総額は2千3百万ドル。これはメンバー内で5番目の額である。

## ソロ活動
2018年1月25日、シノダは、2017年7月20日のチェスター・ベニントンの死後の自身の感情に関する3曲をフィーチャーしたアルバム「Post Traumatic EP」をサイドプロジェクトのFortではなく、彼自身の名前でリリースした。
2018年3月8日、シノダはソーシャルメディアを通じて、新しいソロアルバムの制作に取り組んでいることを発表した。彼はまた、ロサンゼルスにいてミュージックビデオを撮影しており、カリフォルニア州ハリウッドにある古いタワーレコードの地図を含め、ファンをビデオに出演するよう招待した。 5月12日にロサンゼルスでIdentity LAにアーティストの一人として出演し、チェスターの死以来の彼の最初の公演となった。 2018年3月28日、2018年のリーディング＆リーズフェスティバルの名簿が発表され、シノダの名も含まれた。8月25日と8月26日にリーディング＆リーズフェスティバルの一環として演奏し、ソロアーティストのポスト・マローンやバンドのPanic! at the Discoとも共演を果たした。このフェスティバルではPanic! at the Disco、デュア・リパ、ブロックハンプトン、トラビス・スコット、フォール・アウト・ボーイ、ケンドリック・ラマー、およびキングス・オブ・レオンがイベントのヘッドラインを飾っていた。翌日、シノダは6月15日に発売された彼のスタジオアルバム、「ポスト・トラウマティック」から2つの新しい曲「Crossing a Line」と「Nothing Makes Sense Anymore」をリリースした。 2018年3月29日、シノダは自身のシングル「Crossing a Line」がリリースした際にラジオKROQ-FMのインタビューを受けた。 2018年4月26日、シノダはヒップホップアーティストのブラックベアーをフィーチャーした曲「About You」をリリースした。次月の5月にはミュージシャンのグランドサンをフィーチャリングした新曲「Running From My Shadow」リリースする事を発表し、更に「Running From My Shadow」がリリースされてからわずか数週間後に別のシングルをリリースした。シングル「Ghosts」は、「ポスト・トラウマティック」のリリースの6日前の2018年6月7日にリリースしている。
2019年10月30日で、シノダは二日後の11月1日に、ニューシングルを「fine」をリリースすると発表した。

## アートと絵画
シノダはまた、自身のキャリアを通じていくつかのアートプロジェクトに取り組んできた。シノダは、アルバムアートワーク、バンドの商品、ウェブデザイン、舞台でのプロダクションアートなど、Linkin Parkの最も芸術的な側面に携わってきた。スタイルズ・オブ・ビヨンドのデビューアルバム「 2000 Fold」、ラッパーのソクラテスのアルバム「The Underground Tapes」、およびDJ Franeのデビューアルバム「 Frane's Fantastic Boatride」、 更に1999年にリリースされたLinkin Parkのカバーデザイン全てを担当した。
2003年、彼はDCシューズのコラボレーション「リミックス」シューズを作り、クライアントもリミックス（仕立て直し）をした。彼は靴の色と素材を一から作り直し、さらに全てののパッケージと印刷広告をデザインした。翌年、彼はまた、チャリティーオークション用にキッドロボットのマニー人形のカスタマイズ設計をした。2008年後半、シノダは2番目のDC RemixシリーズプロジェクトでDCシューズと再び提携した。新しいコラボレーションは、「シノダのユニークな影響の偉大な並置：熟練したアーティスト、対記録破りのミュージシャン、アメリカの育ちな日本の遺産」を特色とした。MS / DC限定版リミックスには、XanderとPrideの2つの異なるバージョンがある。スニーカーが2008年8月1日にリリースされたときに、およそ2000足の限定版の靴が購入できるようになっている。
2004年、シノダは10枚の絵画シリーズを作成し、これがフォート・マイナーのデビューアルバム「The Rising Tied」の基礎となった。そのシリーズは、アルバムのパッケージングのバックボーンとなり、シノダの最初のパブリックアートショー「ダイヤモンドスペードハート＆クラブ」で紹介された。フォートマイナーの10個の作品に加えて、このショーはさらに13個のオリジナル作品と5個の共同作品を特集した。「ダイヤモンドスペードハーツ＆クラブ」は、2006年11月19日日曜日にギャラリー1988でオープンした。その年の後半、シノダは母校の美術大学アートセンター・カレッジ・オブ・デザインの大学奨学金制度を起ち上げた。将来のイラストとグラフィックデザインの学生に利益をもたらすため。マイケル・K・シノダ寄贈奨学金と名付けられ、経済的必要性とメリットに基づいて授与されるようになっている。奨学金は2006年に初めて授与された。奨学金基金は、彼のウェブサイト、アートショー、DC シューズプロジェクトでの彼のオリジナル作品の販売を通じて可能になった。
2008年7月11日、シノダの2回目のパブリックアートショー「Glorious Excess（BORN）」がロサンゼルスの全米日系人博物館で初演された。ショーには9枚の新しい作品が含まれ、オープニングナイトには特別なサインが施された。ショーは、2009年8月22日にJANMで2部作「Glorious Excess（DIES）」の2部構成の「Glorious Excess」シリーズの一部として公開された。『 過剰な栄光のキャラクターとして著名人は祭り上げられる。それには空虚しかない。栄光の過剰の背後にあるインスピレーションシリーズは、「著名人のニュース」が私を懸念するポイントになりました。それはそのニッチからそれが属していない場所に飛び込んだように見えました。私はニュースを見て、考え、 「現在世界で起こっていることすべての中で、なぜパパラッチはわざわざ著名人同士の仲違いなどといった物を取り上げるのか？」それに加えて、私はその著名人のグループに何らかの形で「所属する」ことになっているという事実に加えて、私は本当に多くの点でそうする気はありません。グロリアスエクセス（BORN）ショーは、これらのトピックに飛び込み、答えを見つけようとする私の方法でした。そこには、不潔な金持ちで、少し暴力的で、有名で中心的な「著名人なキャラクター」といった特定のスキルや才能はありません。』とシノダはグロリアスエクセスショーのテーマについて語っている。
2014年11月6日、シノダはバンドメンバーのハーンと共にベルリンの壁にアートワークを描いている。

### ミュージックステーションへの出演
2012年6月23日ミュージック・ステーションに出演した際「はじめまして、リンキン パークです」とマイクが日本語で挨拶をした。
番組では新曲「BURN IT DOWN」を披露したのだが、ボーカルと演奏の音がずれてしまう放送事故があった（局側の放送ミスである）。放送後、マイクはこのハプニングに触れ「何か放送音声に問題があったようだね？だけど僕たちはちゃんと演奏していたよ。音を消して見てみて！」とツイートしている。
実際にMステの観覧に行っていたファンは、「特に違和感は感じなかった」と意見を寄せている。そのため、Mステの会場にはメンバーが演奏していたライブ音源が流れ、放送には違った音源が載っていたと考えられている。このツイートを受け、ファンからは「テレビ局側のミスでは？あなたたちは、とっても完璧なパフォーマンスだったのに」とマイクにツイートが寄せられた。
これに対しマイクは以下のツイートを返している。 「そうだね。きちんと放送されなかったのは残念だよ。だけど、番組は楽しかったし、パフォーマンスも良かったと思うよ」とツイートした。

### サマーソニックへの出演
2018年6月15日、ソロ・フル・アルバム『Post Traumatic』をリリースした。同年のサマーソニックには、MIKE SHINODA of LINKIN PARK名義で、8月18日大阪（OCEAN STAGE）、8月19日東京（MARINE STAGE）に出演した。

## ディスコグラフィー

### アルバム
- Post Traumatic (2018)
- Dropped Frames, Vol. 1 (2020)
- Dropped Frames, Vol. 2 (2020)
- Dropped Frames, Vol. 3 (2020)